# Элювий

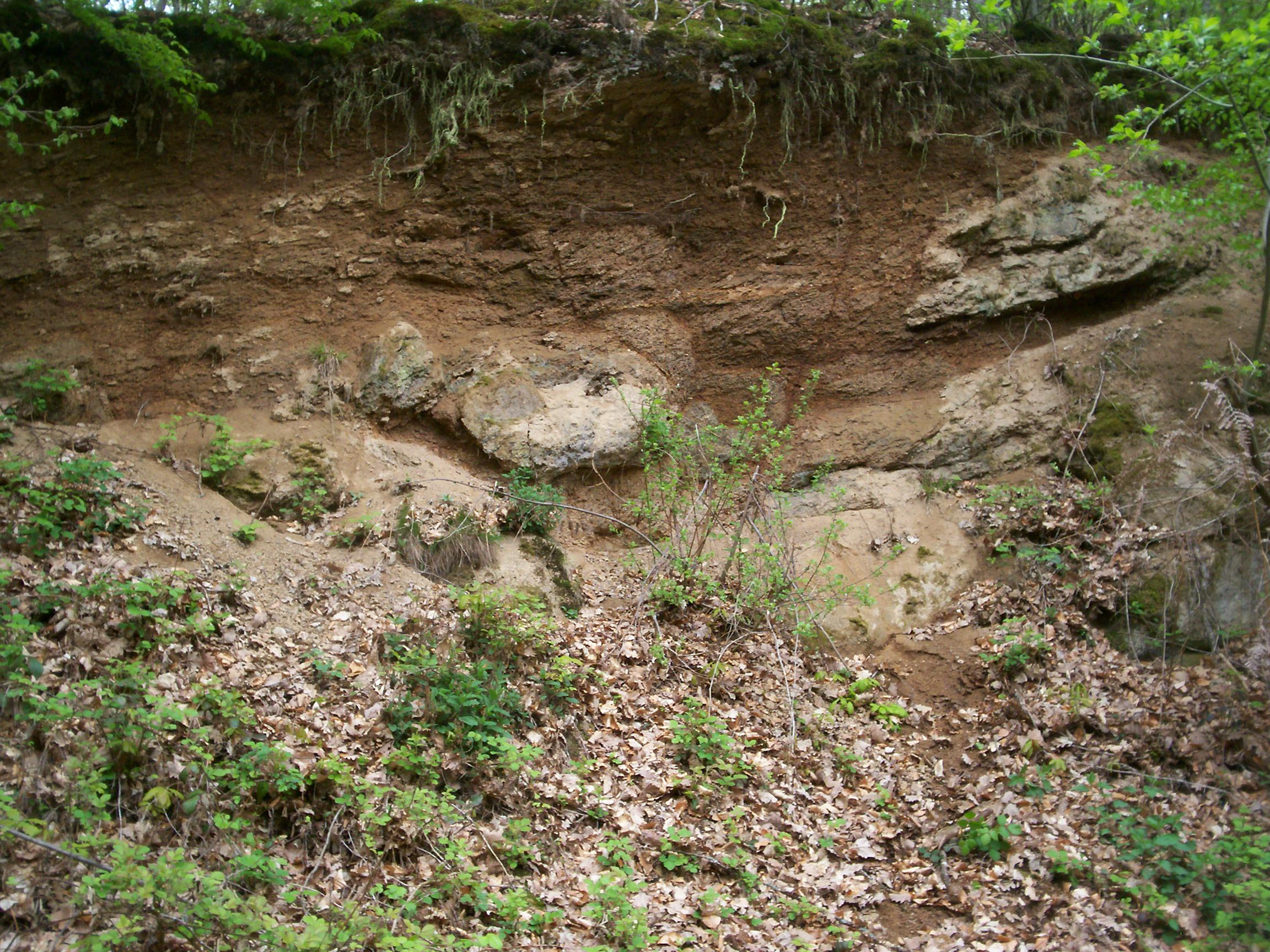
Элювиальные образования

Элю́вий, также элювиальные образования, элювиальные отложения (от лат. eluo — «вымываю»), — конечные продукты выветривания, которые остаются на месте их первоначального образования.
Это рыхлые геологические отложения и формируемые на них почвы, образовавшиеся в результате выветривания поверхностных горных пород на месте первоначального залегания или в результате выветривания и последующей аккумуляции его продуктов под действием силы тяжести. Элювиальные отложения формируются на горизонтальных или слабонаклонных поверхностях.

## Описание
Процесс выноса вещества из геологического или почвенного горизонта называется элювиацией. Существует разница в использовании этого термина в геологии и почвоведении. В почвоведении под элювиацией понимается вызываемый прохождением водных осадков через горизонты почвы перенос разрушенных веществ из верхних слоев почвы в нижние. Накопление этих веществ (иллювиальных отложений) в нижних слоях называется иллювиацией.
В геологии, элювиальные отложения — это то, что осталось на месте в результате выветривания, а унесённый материал рассматривается как часть другого процесса.
К элювиальным рудным отложениям относятся россыпные месторождения вольфрама и золота, сформированные оседанием и обогащением за счёт выдувания веществ с меньшей плотностью.
Алмазы в почве, сформированной выветриванием кимберлита, касситеритовые вкрапления и отложения колумбита-танталита могут быть рассмотрены как элювиальные отложения. Элювиальное месторождение олова Pitinga (Бразилия) является одним из самых больших в мире.